# ヤーン・ポスカ
ヤーン・ポスカ（エストニア語: Jaan Poska、またはロシア語: Иван Иванович Поска（イヴァン・イヴァノヴィチ・ポスカ）、1866年1月24日 - 1920年3月7日）とは、エストニア出身のロシア系で弁護士、政治家である。エストニア自治政府を樹立し、コミッサール、外務大臣としてエストニアの独立に力を注いだ人物として現在も人気のある人物。

## 幼少期
ロシア正教を信仰する司教の家にヤーンは1866年に12人兄弟の五男として生まれた。ロシア語を母語とし、文化的にもロシアの影響が強い環境にもかかわらずエストニア人としての自覚が強かった。en:Karksi-Nuiaで洗礼を受け、en:Tuhalaaneの教会学校にかよい、そこで才能を認められた。その後リガ神学校で哲学などを学ぶも16歳のとき父が無くなり、母と兄弟から支援を受け、タルトゥ大学の医学部へ進学する。しかし法学部へ移動し、語学の才能を生かし法典などの翻訳を始める。

## エストニア独立に関して
1890年に大学を卒業し弁護士となり、自身の法律事務所で大学の後輩であるコンスタンティン・パッツを助手として雇う。1895年に母が亡くなるがコンスタンス・エクストレミガと結婚する。1904年には議員となり翌年には市議会議長となった。
1913年から1917年までタリン市長となる。近代化を進め、疎かにされていた医療に力を注ぎ、女性向けの実業学校などを設立した。第一次世界大戦時にもかかわらず彼の手腕でタリンは発展した。1917年の前半、ロシア、ドイツの戦争で荒れた町を復興し、市民の安全を保障しロシア軍の略奪にも備えた。
政治改革のため1917年4月12日にエストニア地方議会選挙をはじめて行う。これと同時にエストニア自治政府が誕生した。11月28日にはエストニアのすべての権限は議会にあると主権宣言を行った。
しかし、その直後に共産主義者が力で町を支配した。エストニア自治政府は地下組織として生き延び、翌年2月にドイツ軍がエストニアを占領すると共産主義者らはロシアへ逃亡した。それと同時にエストニア自治政府は二回目の選挙を行った。結果、ポスカは外務大臣兼副首相となり、1919年にはさっそくソビエトロシアに派遣される。
パリ講和会議ではエストニアは国際的な地位を得ておらず会議参加ができなかった。1920年、タルトゥ条約によりエストニアの独立が明確になるとポスカらエストニア代表団のメンバーが署名した和平合意後にポスカは「今日はエストニアの700年の歴史の中で最も重要な日である。今日初めてエストニアでは、自分自身が将来の運命を決めた。」とスピーチを行った。帰国後は弁護士の仕事に戻り、最後の憲法問題委員会において議長を務めた。その3日後の3月7日に亡くなる。

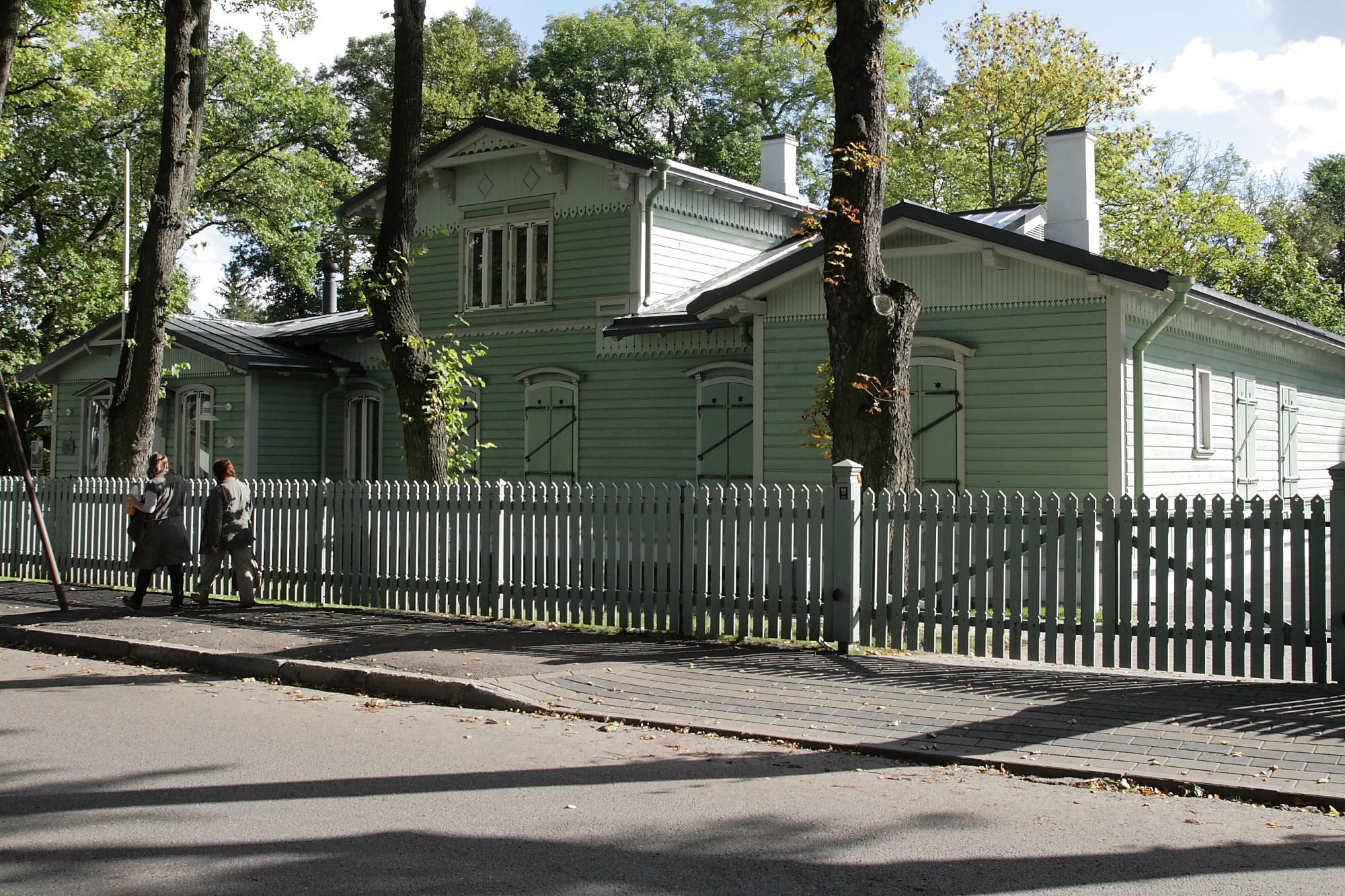
ポスカの家

## 家族
コンスタンスとの間に六女三男を儲ける。
- クセニア・ポスカ（1896年～1964年）弁護士
- ヴェラ・ポスカ＝グリュンサル（1898年-1986年）制憲議会のメンバーであり後に最高裁判事となるティモセウス・グリュンサルの妻。
- タティヤナ・ポスカ（1900年–1988年） 歴史家、エストニア臨時政府の長官だったエドアルト・ラーマンの妻。歌手アレクサンダー・アーダーと再婚。
- ヤーン・ポスカ2世（1902年-1941年）弁護士。ラーマンらと共に処刑される。
- ゲオルク・ポスカ（1904年-1906年）夭折。
- アンナ・ポスカ（1905年-1986年）幼児むけ絵本翻訳家。
- ヘレネ・ポスカ＝ニーネマン（1907年-1939年）弁護士。
- ニーナ・ポスカ＝レヘス（1913年-1953年） 銀行員アレクサンダー・ヘレスと結婚。
- ユーリー・ガブリエル・ポスカ（1919年–1974年）　牧師、弁護士

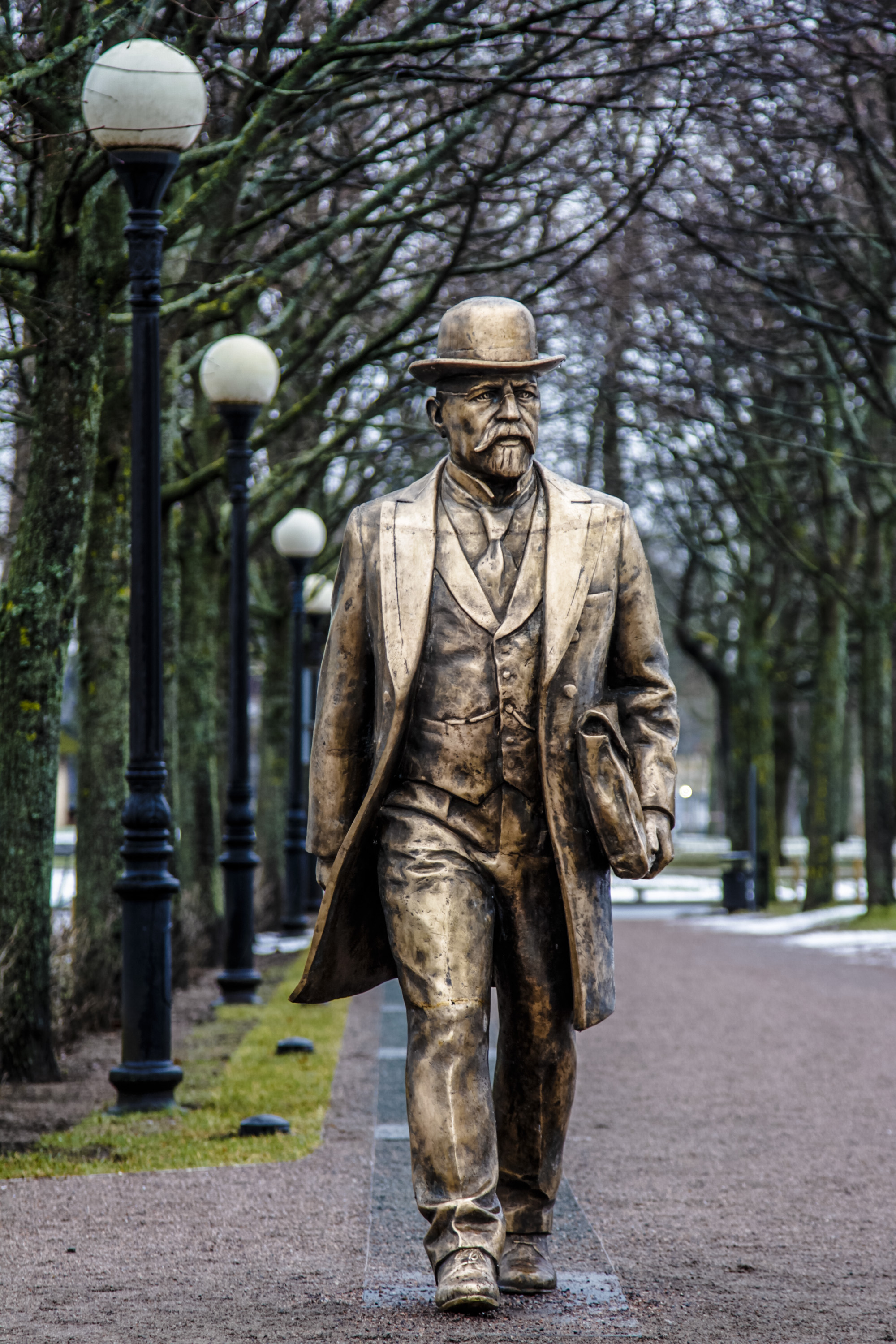
ポスカ像

## 死後
エストニアの前身となった自治政府を設立したことと、タルトゥ平和条約を取りまとめた功績により、エストニアを世界に承認させた人物として名高い。ポスカはエストニアの英雄の一人と考えられている。
タリンの各所にその名を残しておりカドリオルグ地区にポスカが住んでいた家があり、その通りが「ヤーン・ポスカ通り」となっている。この通りには彼の銅像が建っており、また路面電車の「ヤーン・ポスカ電停」が存在する。さらに、タルトゥには「ヤーン・ポスカ高校」なる高校が存在する。